# Tramwaje w Krajowie
Tramwaje w Krajowie – system komunikacji tramwajowej działający w rumuńskim mieście Krajowa. Tramwaje na ulice Krajowy wyjechały 24 września 1987. Trasa łączy dzielnice przemysłowe.

## Linie
Tramwaje na najkrótszej linii nr 100 kursują co kilka minut, natomiast tramwaje na najdłuższej linii nr 102 – co 30 min. Linia 101 jest linią szczytową. Końcowy fragment linii 102 wychodzi poza Krajową i kończy się w miejscowości Ișalnița.
Stan z 9 kwietnia 2020 r.
| Linia | Trasa                            |
| ----- | -------------------------------- |
|       | Peco Severinului ↔ Pasaj Electro |
|       | Peco Severinului ↔ Ford          |
|       | Catre Termo ↔ Ford               |

## Tabor
Od początku istnienia do obsługi trasy tramwajowej posiadano 49 składów Timiș 2. W 1998 sprowadzono 10 tramwajów Tatra KT4D z Berlina. Kolejne tramwaje, które zakupiono w 2001 były używanymi tramwajami Tatra T4D z Lipska, a w 2007 z Drezna. Dodatkowo sprowadzono po kilka sztuk tramwajów: M5+m5 z Monachium oraz SGP E1 z Rotterdamu. Ostatnie tramwaje Timiș 2 wycofano prawdopodobnie w 2007.
17 lipca 2021 władze Krajowy podpisały z polską Pesą umowę na dostawę 17 tramwajów Twist. Dostawa pierwszego składu nastąpiła 1 grudnia 2022. Po homologacji i dopuszczeniu technicznym pierwszy tramwaj wyjechał w ruchu liniowym na ulice Krajowy 16 marca 2023.
Tabor eksploatowany liniowo według stanu z 10 stycznia 2024 r.:
| Zdjęcie        | Typ             | Eksploatacja od | Liczba |
| -------------- | --------------- | --------------- | ------ |
|                | Pesa Twist 145N | 2023            | 17     |
| Łączna liczba: | Łączna liczba:  | Łączna liczba:  | 17     |